# Andreas Karlstadt
Andreas Rudolff Bodenstein von Karlstadt, född omkring 1480 i Karlstadt, inte långt från Würzburg, död 24 december 1551 i Basel, var en tysk teolog, och en av reformationens märkligaste personligheter.

## Biografi
Efter att ha studerat i Erfurt och Köln kom Karlstadt till Wittenberg, där hans filosofiska lärarverksamhet snart förskaffade honom stort anseende. Han erhöll där 1508 en kyrklig tjänst och blev 1510 teologie doktor; 1515 gjorde han en studieresa till Rom, där han förvärvade juridisk doktorsgrad. Karlstadt trädde nu i opposition mot den förr av honom hyllade skolastiska teologin, vilken han bekämpade på den augustinska nådeslärans grundval. Hans offentliga disputation med Johann Eck i Leipzig bidrog till att ytterligare klargöra för honom hans åskådnings oförenlighet med den gamla kyrkoläran; och sedan han 1520 blivit bannlyst på samma gång som Luther, blev brytningen med Rom fullständig.
Efter en tids reformatorisk verksamhet i Danmark återvände Karlstadt under Luthers Wartburgstid till Wittenberg och tog där ledningen över den reformatoriska rörelsen. Han genomförde då med rådets bifall en del kyrkliga reformer, nattvardens utdelande under bröd och vin, avskaffandet av hostians upplyftande och så vidare; därjämte angrep han häftigt kyrkobildernas bruk, på grund av att de lätt föranledde återfall i katolska tankegångar. Karlstadts kyrkoreformer stötte emellertid på motstånd, bland annat hos Fredrik den vise, och sedan oroligheter utbrutit i Wittenberg och Luther 1522 återkommit, avskaffades Karlstadts reformer.
Han miste nu allt inflytande i staden och ägnade sig åt skriftställarverksamhet samt sedan mitten av 1523 åt prästerlig tjänst i Orlamünde. Där fortsatte han sin i puritansk riktning gående kyrkoreformatoriska verksamhet, dock utan att gå så långt som den bekante Thomas Müntzer, vilken av Karlstadt manades till ett mera återhållsamt tillvägagångssätt. Sedan Karlstadt emellertid brutit med Wittenberg och Luther förgäves sökt hejda de oroligheter som utbrutit i Orlamünde, blev Karlstadt i september 1524 utvisad från landet. 1525 skrev Luther sin mot Karlstadt och "svärmeandarna" riktade skrift Wider die himmlischen propheten, på vilken Karlstadt svarade med Anzeig etlicher hauptartikel christlicher lehre, den bland Karlstadts talrika publikationer som mest belyser hans åskådning. Denna period av Karlstadts liv var rik på svårigheter och umbäranden. Han fick visserligen genom Luthers förmedling 1526 tillstånd att återvända till Sachsen, men tvingades återigen 1528 att bege sig bort. Efter växlande öden kom han 1530 till Zwingli i Schweiz och blev 1534 predikant och professor i Basel.
Karlstadt och hans ställning till Luther har blivit mycket olika bedömda. Under början av 1900-talet började man efter att under en lång tid sett honom som en bråkstake, se honom som föregångaren till en nyare tids innerligare personlighetsreligion och omvärderade något hans insats som representant för de mystiska riktningarna under reformationstiden.